# Rio Hârtibaciu
O Rio Hârtibaciu é um rio da Romênia, afluente do Rio Cibin, localizado no distrito de Braşov,
Sibiu.